# Microrreserva Barranc dels Horts
El paraje del Barranc dels Horts es una Microrreserva de flora situada en el término municipal de Ares del Maestre, en la Provincia de Castellón, que abarca una superficie de 1 ha.
El paraje se extiende desde la rambla Carbonera hasta el Tosal de la Marina, en la comarca del Alto Maestrazgo, situándose en altitudes que varían desde los 600 metros hasta los 1.200 metros, por lo que la existencia de diversos microclimas y singularidades geológicas propias del paraje, le otorgan a éste un carácter especial.

## Vegetación
El barranc dels Horts es un espacio natural de incalculable valor ecológico y social, ubicado en un contorno de espacios protegidos donde también encontramos otras microrreservas como:
- Mas de la Vall
- Mas Vell
- Font del Horts
- Mas del Racó
- Muela de Ares
- Nevera de Ares

### Especies prioritarias
Paeonia officinalis ssp. microcarpa, Pimpinella gracilis, Acer granatense, Acer monspessulanum, Epipactis microphylla, Quercus faginea (ejemplares monumentales).

### Unidades de vegetación prioritarias
- Carrascales sublitorales castellonenses (código Natura 2000: 9340).
- Robledales de Quercus faginea con ejemplares monumentales (código Natura 2000: 9240).
- Vegetación rupícola termófila (código Natura 2000: 8210).

## Nivel de Protección
Declarada microrreserva de flora por acuerdo de la Generalidad Valenciana a 1 de febrero de 2001.

### Limitaciones de uso
No pueden realizarse aclareos o labores silvícolas dentro de la microrreserva, exceptuados los siguientes casos:
- Las extracciones por motivos fitosanitarios o para prevención de daños por caída sobre las personas o las poblaciones de especies protegidas o amenazadas.
- Aclareos post-incendio, en el caso de que la zona sufriera incendios forestales. Dichos aclareos deberán constar de un programa específico multianual.